# Prix Sivet
Le prix Sivet, de la fondation du même nom, est un prix quinquennal de poésie de l'Académie française créé en 1935 et « destiné à un « écrivain non domicilié à Paris, poète de terroir si possible et de préférence forézien ».
Daniel Sivet, né le 18 juin 1858 à Saint-Just-en-Chevalet (Loire) dont il fut maire en 1928, et mort le 29 octobre 1933 , est un poète, écrivain et historien forézien. Journaliste à Paris, il rencontre Edmond Rostand et François Coppée, entre autres. Il fit don de sa fortune à l'Académie française,

## Liste des lauréats

### Années 1940
- 1949 : 
  - Guy Chastel pour l'ensemble de son œuvre poétique
  - Charles Foleÿ (1861-1956)
  - Émile Guillaumin pour l'ensemble de son œuvre poétique

### Années 1950
- 1950 : 
  - Romain Brunet pour Violet, indigo, bleu
  - Louis Mercier pour l'ensemble de son œuvre poétique

### Années 1960
- 1960 : 
  - Abbé Jean Canard (1914-1984) pour son œuvre sur le Forez

### Années 1970
- 1972 : 
  - Joseph Desgouttes pour Les Souffles du soir
- 1978 : 
  - Annick Bourles pour De rêves en méditations
  - André Geissmann pour Empreintes
  - Huguette Hecquet de Carbon pour Piscenoises
- 1979 : 
  - Jean-Pierre Gaubert (1935-....) pour Visages du Tarn
  - Alain Jézéquel (1937-2003) pour Poèmes du Trégor et d’ailleurs
  - Marie-Aimée de Kermorvan pour Choix de Poésies

### Années 1980
- 1983 : 
  - Marc Baron pour Le feu a les voyelles de l’eau
  - Jean-François Bassères (1908-....) pour La barque aux dieux perdus
  - Jean Humbert pour L’étincelle volée
  - Georges Saint-Clair pour Obole à mes amis passeurs
  - Élisabeth Zinetti pour Au nom du verbe aimer
- 1988 : Michel Lagrange pour Quelle éternité, mon amour ?

### Années 2000
- 2006 : Franck André Jamme

### Années 2010
- 2011 : Christian Signol pour Une si belle école
- 2016 : Dany Hadjadj (dir.) pour l'édition de la correspondance entre Alexandre Vialatte et Henri Pourrat

### Années 2020
- 2021 : Jean-Noël Blanc pour Un opéra de lumière[4]